# Jorge Cherques
Jorge Cherques (Rio de Janeiro, 25 de julho de 1928 — Rio de Janeiro, 11 de março de 2011) foi um ator brasileiro de origem judaica. 
Atuou em diversas telenovelas e programas humorísticos da TV Globo.
Também participou de diversos filmes do quarteto Os Trapalhões, na maioria das vezes interpretando vilões ou figuras de autoridade.

## Biografia
Iniciou na carreira teatral em idade muito jovem, tomando parte no elenco da peça teatral Vestido de Noiva, de Nelson Rodrigues em 1943. Teve extensa carreira no teatro, ganhando prêmios por grandes atuações, entre elas em "Um bonde chamado desejo" e "Ratos e Homens".
Na década de 50 foi convidado a participar do Grande Teatro Tupi, apresentado na extinta TV Tupi e depois passou a integrar o elenco da Rede Globo de Televisão. Judeu, sempre incentivou a comunidade judaica paulista a criar um grupo de teatro de atores judeus. Na década de 80 fez diversos filmes de Os Trapalhões. No final da década de 90, passou a se dedicar ao teatro e preparação de atores. Na TV participou de novelas importantes como Carinhoso, Gabriela, A Sucessora, Paraíso (1982), Dona Beija, Vamp (telenovela), Alma Gêmea, além do seriado infantil Sítio do Picapau Amarelo.
Morte
Cherques morreu em decorrência de falência de múltiplos órgãos e foi sepultado no Cemitério Israelita de Vilar dos Teles.
Era casado com Estela Cheques desde 1951 com quem tinha duas filhas: Cecília e Gilda.

## Filmografia

### Televisão
| Ano  | Título                                           | Papel                       |
| ---- | ------------------------------------------------ | --------------------------- |
| 1969 | Véu de Noiva                                     | Wilson                      |
| 1971 | O Homem Que Deve Morrer                          | Werner Von Müller           |
| 1972 | Jerônimo, o Herói do Sertão                      |                             |
| 1972 | Uma Rosa com Amor                                | Hugo Lombardi               |
| 1973 | Carinhoso                                        | Vasconcelos Lima            |
| 1975 | Gabriela                                         | Padre Basílio               |
| 1977 | Espelho Mágico                                   | Alfredo Barbosa             |
| 1978 | A Sucessora                                      | Lopes                       |
| 1978 | Sítio do Picapau Amarelo Episódio: O Minotauro   | Péricles                    |
| 1980 | As Três Marias                                   | Delegado Damasceno          |
| 1981 | Ciranda de Pedra                                 | Casemiro Garcia             |
| 1982 | Elas por Elas                                    | Jurandir                    |
| 1982 | Paraíso                                          | Bertoni                     |
| 1983 | Parabéns pra você                                | Lucas                       |
| 1984 | Livre para Voar                                  | Max                         |
| 1984 | Meu Destino É Pecar                              | Borborema                   |
| 1984 | Padre Cícero                                     | Bispo Arcoverde             |
| 1985 | Antônio Maria                                    | Doutor Adalberto Dias Leme  |
| 1986 | Dona Beija                                       | Dom João VI                 |
| 1986 | Sinhá Moça                                       | Padre Cesário               |
| 1987 | Bambolê                                          | Jorge Bernardo Jó da Silva  |
| 1988 | Caso Especial Episódio: Jorge, Um Brasileiro     |                             |
| 1988 | O Pagador de Promessas                           | Dom Romário                 |
| 1989 | O Salvador da Pátria                             |                             |
| 1990 | Rainha da Sucata                                 | Ciro Laurenza               |
| 1991 | Vamp                                             | Frei Bartolomeu             |
| 1992 | Tereza Batista                                   |                             |
| 1993 | Mulheres de Areia                                | Abílio Vasquez              |
| 1993 | Sonho Meu                                        | Sr. Ivan                    |
| 1994 | Incidente em Antares                             | Egon Sturm                  |
| 1995 | Explode Coração                                  | Pai da amante de Salgadinho |
| 1995 | Irmãos Coragem                                   | Sousa                       |
| 1995 | História de Amor                                 | Noé                         |
| 1997 | Por Amor                                         | Lourenço                    |
| 1998 | Torre de Babel                                   | Dr. Jorge                   |
| 1998 | Você Decide Episódio: O Feitiço da Lua da Arábia | Coronel                     |
| 1999 | Chiquinha Gonzaga                                |                             |
| 2006 | Alma Gêmea                                       | Ginecologista de Alexandra  |
| 2006 | A Diarista Episódio: Aquele do Papagaio          |                             |
| 2008 | Zorra Total                                      | Vários personagens          |

### Cinema
| Ano  | Título                                         |
| ---- | ---------------------------------------------- |
| 1965 | O Beijo                                        |
| 1967 | A Espião Que Entrou em Fria                    |
| 1967 | Carnaval Barra Limpa                           |
| 1968 | Massacre no Supermercado                       |
| 1968 | A Compadecida                                  |
| 1970 | O Enterro da Cafetina                          |
| 1971 | Como Ganhar na Loteria sem Perder na Esportiva |
| 1971 | Pra Quem Fica, Tchau                           |
| 1971 | Rua Descalça                                   |
| 1971 | Vale do Canaã                                  |
| 1972 | Salve-se Quem Puder - Rally da Juventude       |
| 1973 | A Filha de Madame Betina                       |
| 1973 | Aladim e a Lâmpada Maravilhosa                 |
| 1973 | Um Virgem na Praça                             |
| 1974 | O Filho do Chefão                              |
| 1974 | Robin Hood, o Trapalhão da Floresta            |
| 1975 | Deixa, Amorzinho... Deixa                      |
| 1975 | Uma Mulata Para Todos                          |
| 1976 | Simbad, o Marujo Trapalhão                     |
| 1979 | Killer Fish                                    |
| 1979 | O Caso Cláudia                                 |
| 1979 | Teu Tua                                        |
| 1979 | Vamos Cantar Disco Baby                        |
| 1980 | Consórcio de Intrigas                          |
| 1980 | Os Três Mosqueteiros Trapalhões                |
| 1981 | A Gostosa da Gafieira                          |
| 1982 | Dôra Doralina                                  |
| 1984 | A Filha dos Trapalhões                         |
| 1984 | Atrapalhando a Suate                           |
| 1984 | Memórias do Cárcere                            |
| 1985 | Pedro Mico                                     |
| 1988 | Moon Over Parador                              |
| 1997 | O Que É Isso, Companheiro?                     |
| 1999 | O Trapalhão e a Luz Azul                       |
| 2000 | A Terceira Morte de Joaquim Bolívar            |